# Неџад Фазлија
Неџад Фазлија (Устиколина, 25. фебруар 1968) је босанскохерцеговачки репрезентативац и олимпијац у стрељаштву. По занимању је професор.
Стрељаштвом се почео бавити 1982. године у Стрељачком клубу Сарајево. Тренер му је у клубу и репрезентацији Амир Даутовић. Обично се такмичи у три дисциплине, ваздушна пушка на 10 метара, тростав и лежећи став са малокалибарском пушком.
Од стицања независности Босне и Херцеговине стандардни је члан репрезентације за коју је наступао око 250 пута. Власник је свих рекорда БиХ. Освојио је 15 титула првака БиХ у појединачној конкуренцији, а са клубом је освојио 17 титула, на 17 првенстава БиХ у екипној конкуренцији.
Учествовао је на многим домаћим и међународним такмичењима. Освајач је сребрне медаље на Медитеранским играма у Барију 1997.
На Светском првенство у стрељаштву босанаскохерцеговачки спортисти су дебитовали 1994. у Милану. У такмичењима пушком на 50 метара лежећи став Фазлија је освојио 12 место (593 круга) што је највећи успех спортиста БиХ на светским првенствима.
На Летњим олимпијским играма је учествовао четири пута: у Атланти 1996., Сиднеју 2000., Атини 2004. (носилац заставе БиХ на свечаном отварању игара) и Пекингу 2008.. Највећи успех постигао је у Сиднеју, када је у дисциплини ваздушна пушка освојио 6 место, што је најбољи пласман неког спортисте из Босне и Херцеговине на олимпијским играма.
| Олимпијске игре              | Олимпијске игре | Олимпијске игре | Олимпијске игре | Олимпијске игре |
| Дисциплина                   | 1996.           | 2000.           | 2004.           | 2008.           |
| ---------------------------- | --------------- | --------------- | --------------- | --------------- |
| МК пушка — 50 м, тростав     | 18 1162         | 41 1132         | 33 1144         | 43 1148         |
| МК пушка — 50 м, лежећи став | 51 583          | 34 590          | 44 585          | 45 586          |
| Ваздушна пушка — 10 м        | 25 586          | 6 591+101,7     | 35 587          | 35 588          |

За своје успехе на такмичењима, проглашен је за спортисту деценије од Спортског савез БиХ. На основу постигнутих резултата које је постигао проглашен је за њабољег спортисту БиХ три пута, а спортистом кантона 5 пута. Добитник је Шетојулке награде Града Сарајева 2000. године.
Фазлија је члан Извршног комитета Олимпијског комитета БиХ од 2007. године. Председник комисије олимпијаца при Олимпијском комитету БиХ. Члан стручне комисије у Стрељачком клубу Сарајево.
Опробао се и у политици. На преврененим изборима 2007. кандидовао се, за начелника општине Ново Сарајево на листи СДП-а, где је био други.
Неџад Фазлија је висок 1,75 м. Ожењен је и има двоје деце.